# Chaetodon blackburnii
Espèce
Synonymes
- Chaetodon blackburni Desjardins, 1836
- Chaetodon blockburnii Desjardins, 1836
- Tetragonoptrus blackburni (Desjardins, 1836)

Statut de conservation UICN

 LC  : Préoccupation mineure
Chaetodon blackburnii est un poisson appartenant à la famille des Chaetodontidae.

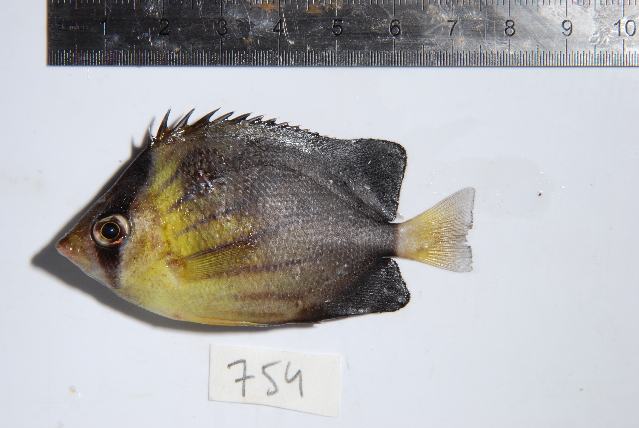